# Camperdown, New South Wales
Camperdown är en stadsdel i Sydney i Australien. Den ligger i kommunen Inner West och delstaten New South Wales, i den sydöstra delen av landet, nära centrala Sydney. Antalet invånare var 10 341 vid folkräkningen 2016.